# Sopel (Łódź)
Pour les articles homonymes, voir Sopel.
Sopel est une localité polonaise de la gmina et du powiat de Wieruszów en voïvodie de Łódź.